# Amblypsilopus basalis
Amblypsilopus basalis är en tvåvingeart som beskrevs av Yang 1997. Amblypsilopus basalis ingår i släktet Amblypsilopus och familjen styltflugor. Inga underarter finns listade i Catalogue of Life.